# Rosguill
Rosguill (en irlandais : Ros Goill) est une péninsule du nord du comté de Donegal en Irlande, située entre la baie de Sheephaven et la baie de Mulroy

## Géographie
La péninsule de Rosguill est délimitée par la baie de Sheephaven à l'ouest et la baie de Mulroy à l'est. Au sud, la partie la plus étroite de l'isthme se situe au niveau de Carrickart.
Le point culminant de Rosguill est le Crocknasleigh (Cnoc na Slea) à 163 m d'altitude.

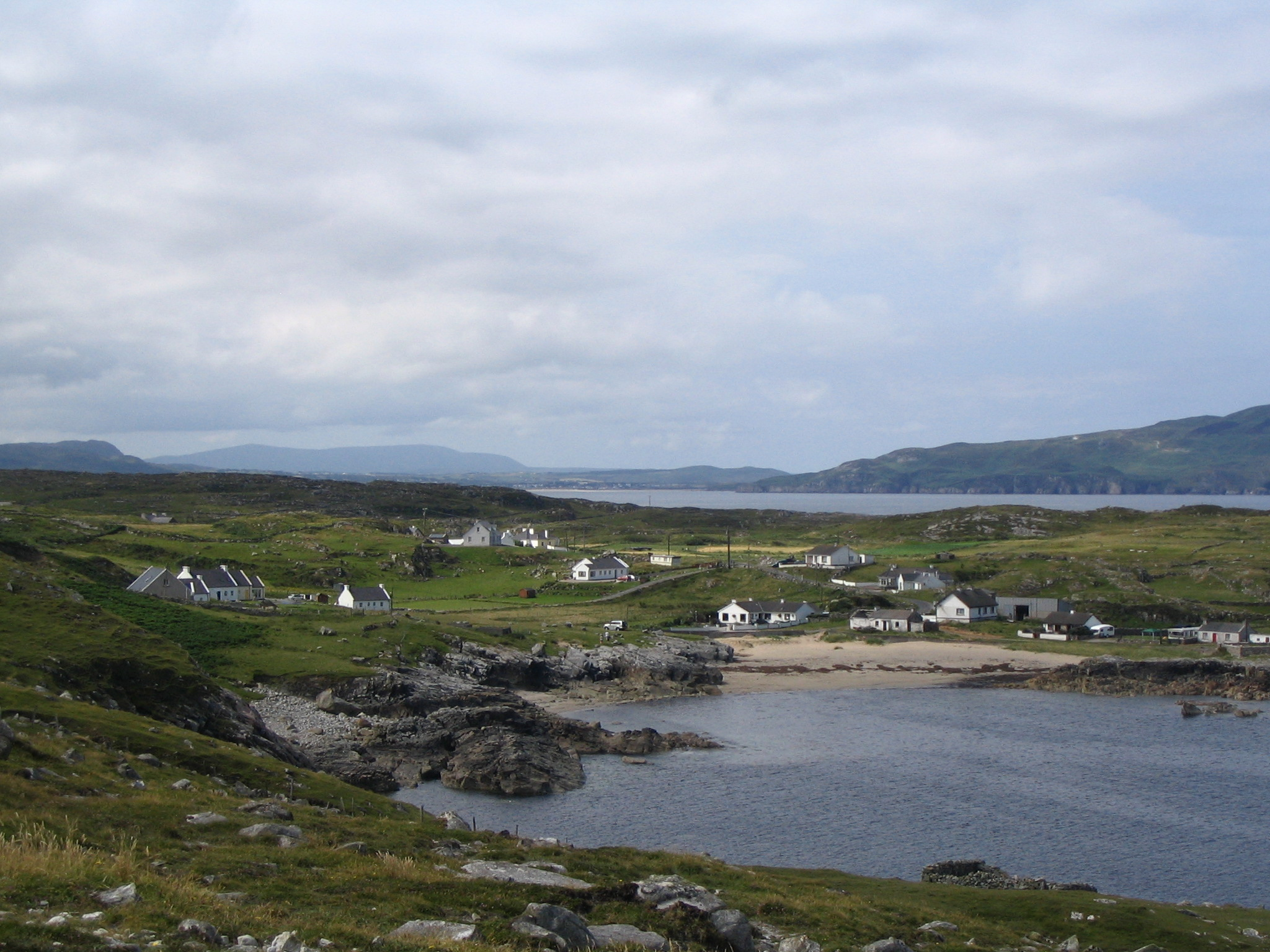
Doagh Bay, à l'ouest de la péninsule.
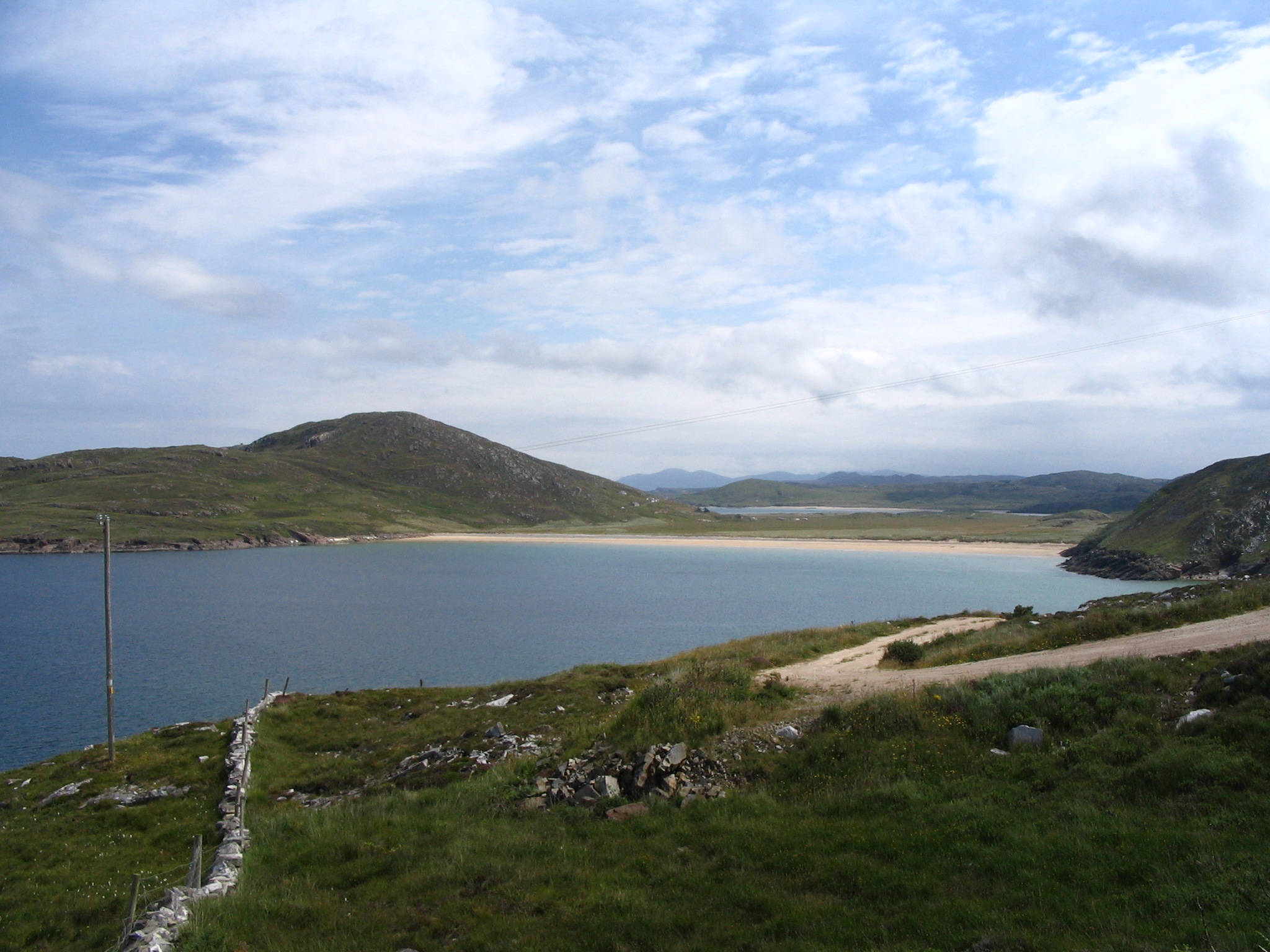
La baie de Tranarossann, Tra na Rossan, au pied du Crocknasleigh.
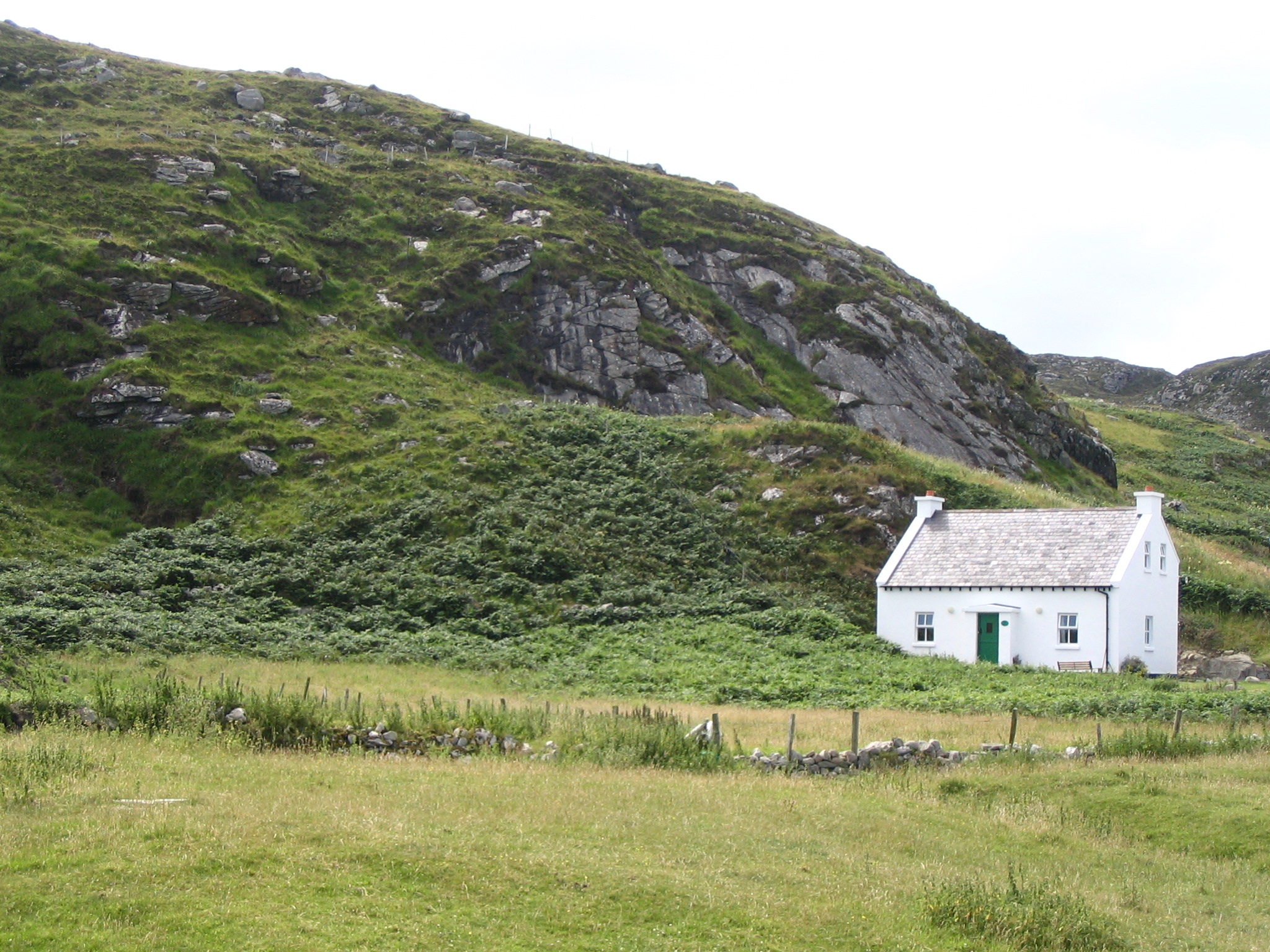
Maison blanche traditionnelle au bord de Doagh Bay.